# Tohmajärvi (sjö i Enontekis, Lappland, Finland)
Tohmajärvi eller Tohtajajärvi är en sjö i Finland. Den ligger i kommunen Enontekis i landskapet Lappland, i den norra delen av landet, 900 km norr om huvudstaden Helsingfors. Tohmajärvi ligger 458 meter över havet. Omgivningarna runt Tohmajärvi är i huvudsak ett öppet busklandskap. Arean är 41,8 hektar och strandlinjen är 3,2 kilometer lång. Sjön  ingår i Kemi älvs huvudavrinningsområde. 